# The Song of Life
The Song of Life is een Amerikaanse dramafilm uit 1922 onder regie van John M. Stahl. Destijds werd de film in Nederland uitgebracht onder de titel Levenslied.

## Verhaal
Mary Tilden heeft schoon genoeg van haar kleurloze leven als vrouw van een spoorwegarbeider. Ze besluit man en kind in de steek te laten om haar geluk te beproeven in de grote stad. Doch het steedse leven is minder rooskleurig dan Mary zich had voorgesteld. Ze vindt slechts werk als vaatwasser. Jaren later maakt ze kennis met de jonge schrijver David Tilden. Mary weet dat ze haar zoon voor zich heeft, maar hij koestert zoveel wrok tegenover zijn ontaarde moeder dat ze zich niet bekend durft te maken aan David. Zijn vrouw Aline is onderwijl van plan om ervandoor te gaan met een andere man. Wanneer David dat ontdekt, schiet hij haar minnaar neer. Om haar zoon te behoeden neemt Mary de schuld op zich. Op dat ogenblik onthult ze tevens dat ze de moeder is van David. Uiteindelijk blijkt de wond toch niet dodelijk te zijn. Aline zweert haar overspelige gedachten af en David kan eindelijk vrede sluiten met zijn moeder.

## Rolverdeling
| Acteur             | Personage               |
| ------------------ | ----------------------- |
| Gaston Glass       | David Tilden            |
| Grace Darmond      | Aline Tilden            |
| Georgia Woodthorpe | Mary Tilden             |
| Richard Headrick   | Buurjongen              |
| Arthur Stuart Hull | Officier van justitie   |
| Wedgwood Nowell    | Richard Henderson       |
| Edward Peil sr.    | Amos Tilden             |
| Fred Kelsey        | Politie-inspecteur      |
| Claude Payton      | Man van het hoofdbureau |